# Sarcophaga wetzeli
Sarcophaga wetzeli är en tvåvingeart som beskrevs av Tadao Kano och Zumpt 1968. Sarcophaga wetzeli ingår i släktet Sarcophaga och familjen köttflugor. Inga underarter finns listade i Catalogue of Life.